# David Pastrňák
David Pastrňák (né le 25 mai 1996 à Havířov en République tchèque) est un joueur professionnel tchèque de hockey sur glace. Il évolue au poste d'attaquant pour les Bruins de Boston dans la LNH.

## Biographie

### Carrière en club
Formé au HC Havířov, il joue son premier match en senior en 2012 avec l'AZ Havířov dans la 2.liga, le troisième niveau national. Il rejoint la Suède et Södertälje SK avec qui il prend part à l'Allsvenskan pendant deux saisons. Lors du repêchage d'entrée dans la LNH 2014, il est choisi au premier tour, à la vingt-cinquième position par les Bruins de Boston.
Le 15 juillet 2014, il signe son contrat d'entrée dans la LNH. Il part alors en Amérique du Nord et est assigné aux Bruins de Providence dans la Ligue américaine de hockey. 
Le 24 novembre 2014, il joue son premier match dans la Ligue nationale de hockey avec les Bruins face aux Penguins de Pittsburgh. Il marque son premier point, une aide chez les Ducks d'Anaheim le 1er décembre 2014. Il inscrit ses deux premiers buts le 10 janvier 2015 chez les Flyers de Philadelphie dans un gain de 3-1.
Le 28 octobre 2016, il est suspendu 2 parties pour une mise en échec illégale à l'endroit de Daniel Girardi.
Le 14 septembre 2017, il signe un contrat de 6 ans et 40 000 000 $.
Le 13 mars 2018, il inscrit son premier tour du chapeau en carrière dans un gain de 6-4 contre les Hurricanes de la Caroline lors des 10 dernières minutes du match. 
Le 14 octobre 2019, il marque 4 buts dans une victoire de 4-2 contre les Ducks d'Anaheim et deviens alors le 25e joueur de l'histoire des Bruins à marquer 4 buts dans un seul match,.
Au terme de la saison 2019-2020, ayant compté 48 buts, il gagne le trophée Maurice-Richard, à égalité avec Aleksandr Ovetchkine. Il devient alors le premier joueur des Bruins à remporter le trophée.
Le 2 mars 2023, Pastrňák frappe le gros lot avec les Bruins en signant une prolongation de contrat de 8 ans et de 90 millions $. Le joueur tchèque recevra donc une valeur annuelle moyenne de 11,25 millions $.

### Carrière internationale
Il représente la République tchèque au niveau international. Il prend part aux sélections jeunes. Il remporte l’édition 2024 du championnat du monde de hockey à Prague en inscrivant le but victorieux.

## Statistiques

### En club
| Saison     | Équipe               | Ligue       |     | Saison régulière | Saison régulière | Saison régulière | Saison régulière | Saison régulière |    | Séries éliminatoires | Séries éliminatoires | Séries éliminatoires | Séries éliminatoires | Séries éliminatoires |
| Saison     | Équipe               | Ligue       | PJ  | B                | A                | Pts              | Pun              | PJ               | B  | A                    | Pts                  | Pun                  |                      |                      |
| 2011-2012  | AZ Havířov           | 2.liga      | 2   | 0                | 0                | 0                | 0                | 2                | 0  | 0                    | 0                    | 0                    |                      |                      |
| 2012-2013  | Södertälje SK        | Allsvenskan | 11  | 2                | 1                | 3                | 0                | 5                | 0  | 0                    | 0                    | 0                    |                      |                      |
| 2013-2014  | Södertälje SK        | Allsvenskan | 36  | 8                | 16               | 24               | 24               | -                | -  | -                    | -                    | -                    |                      |                      |
| 2014-2015  | Bruins de Providence | LAH         | 25  | 11               | 17               | 28               | 12               | 3                | 0  | 0                    | 0                    | 0                    |                      |                      |
| 2014-2015  | Bruins de Boston     | LNH         | 46  | 10               | 17               | 27               | 8                | -                | -  | -                    | -                    | -                    |                      |                      |
| 2015-2016  | Bruins de Boston     | LNH         | 51  | 15               | 11               | 26               | 20               | -                | -  | -                    | -                    | -                    |                      |                      |
| 2015-2016  | Bruins de Providence | LAH         | 3   | 1                | 3                | 4                | 2                | -                | -  | -                    | -                    | -                    |                      |                      |
| 2016-2017  | Bruins de Boston     | LNH         | 75  | 34               | 36               | 70               | 34               | 6                | 2  | 2                    | 4                    | 6                    |                      |                      |
| 2017-2018  | Bruins de Boston     | LNH         | 82  | 35               | 45               | 80               | 37               | 12               | 6  | 14                   | 20                   | 8                    |                      |                      |
| 2018-2019  | Bruins de Boston     | LNH         | 66  | 38               | 43               | 81               | 32               | 24               | 9  | 10                   | 19                   | 4                    |                      |                      |
| 2019-2020  | Bruins de Boston     | LNH         | 70  | 48               | 47               | 95               | 40               | 10               | 3  | 7                    | 10                   | 2                    |                      |                      |
| 2020-2021  | Bruins de Boston     | LNH         | 48  | 20               | 28               | 48               | 24               | 11               | 7  | 8                    | 15                   | 8                    |                      |                      |
| 2021-2022  | Bruins de Boston     | LNH         | 72  | 40               | 37               | 77               | 20               | 7                | 3  | 3                    | 6                    | 2                    |                      |                      |
| 2022-2023  | Bruins de Boston     | LNH         | 82  | 61               | 52               | 113              | 38               | 7                | 5  | 0                    | 5                    | 0                    |                      |                      |
| 2023-2024  | Bruins de Boston     | LNH         | 82  | 47               | 63               | 110              | 47               | 13               | 4  | 4                    | 8                    | 25                   |                      |                      |
| Totaux LNH | Totaux LNH           | Totaux LNH  | 674 | 348              | 379              | 727              | 300              | 90               | 39 | 48                   | 87                   | 55                   |                      |                      |

### En équipe nationale
| Année | Équipe                 | Évènement                    |   | PJ | B | A  | Pts | Pun | +/-                |  | Résultat |
| 2013  | République tchèque U18 | Championnat du monde -18 ans | 5 | 1  | 1 | 2  | 4   | +1  | 7e place           |  |          |
| 2014  | République tchèque U18 | Championnat du monde -18 ans | 7 | 0  | 5 | 5  | 2   | +1  | Médaille d'Argent  |  |          |
| 2014  | République tchèque U20 | Championnat du monde junior  | 5 | 1  | 2 | 3  | 0   | +1  | 6e place           |  |          |
| 2015  | République tchèque U20 | Championnat du monde junior  | 5 | 1  | 6 | 7  | 4   | 0   | 6e place           |  |          |
| 2016  | République tchèque U20 | Championnat du monde junior  | 4 | 1  | 3 | 4  | 0   | +1  | 5e place           |  |          |
| 2016  | République tchèque     | Championnat du monde         | 8 | 1  | 5 | 6  | 4   | +4  | 5e place           |  |          |
| 2016  | République tchèque     | Coupe du monde               | 3 | 0  | 0 | 0  | 0   | -1  | 6e place           |  |          |
| 2017  | République tchèque     | Championnat du monde         | 8 | 1  | 6 | 7  | 4   | +1  | 7e place           |  |          |
| 2018  | République tchèque     | Championnat du monde         | 5 | 4  | 2 | 6  | 0   | +6  | 7e place           |  |          |
| 2022  | Tchéquie               | Championnat du monde         | 7 | 7  | 3 | 10 | 2   | +3  | Médaille de Bronze |  |          |
| 2024  | Tchéquie               | Championnat du monde         | 4 | 1  | 0 | 1  | 2   | -1  | Médaille d'Or      |  |          |

## Trophées et honneurs personnels

### Ligue nationale de hockey
- 2018-2019 : participe au 64e Match des étoiles
- 2019-2020 :  
  - participe au 65e Match des étoiles (2)
  - nommé meilleur joueur du Match des étoiles
  - remporte le trophée Maurice-Richard, co-récipiendaire avec Aleksandr Ovetchkine
  - sélectionné dans la première équipe d'étoiles
- 2022-2023 : 
  - participe au 67e Match des étoiles (3)
  - nommé dans la première équipe des étoiles (2)
- 2023-2024 : 
  - participe au 68e Match des étoiles (4)
  - sélectionné dans la deuxième équipe d'étoiles